# Oglej
Oglej (latinsko in italijansko Aquileia, furlansko Aquilee, vzhodno-furlansko Aquilea, staro-furlansko Olee/Olea; beneško-italijansko:  Aquiłeja/Aquiłegia) je italijansko mesto v Furlaniji - Julijski krajini.
Ime Aquileia izhaja iz predrimskega imena reke Nadiže »Aquilis«. Nedavna izkopavanja so potrdila obstoj prazgodovinskih naselbin na tem območju iz 13. - 9. stoletja pr. n. št.
V mestu so na ogled ostanki rimskega foruma, ki je pod zaščito UNESCA, najdbe rimskih stanovanjskih objektov z ohranjenimi mozaiki vzdolž »Vie Giulia Augusta«, kjer se ob cesti nahaja tudi velik rimski nagrobni mavzolej, na novo postavljen leta 1956, ki ga izkopavanja in ostanki epitafov uvrščajo v obdobje cesarja Avgusta. Narodni arheološki muzej se nahaja v vili Cassis-Faraone in v bližnjem parku. V muzeju je na ogled ena najpopolnejših arheoloških zbirk severne Italije, z lapidarijem. Ohranjena je tudi bazilika v zaselku Monastero, severovzhodno od rimskega pristanišča, kjer je od leta 1961 Zgodnjekrščanski muzej.   
Za zgodovino Slovencev je bil Oglej pomemben zlasti kot sedež oglejskega patriarhata.

## Zgodovina
Leta 181 pr. n. št. so naselbino ustanovili triumviri P. Cornelius Scipio Nasica, Caius Flaminius in L. Manlio Acidius, ki jih je poslal rimski senat na čelu 3000 latinskih kolonistov. Drugih 1500 se jim je pridružilo leta 169 pr. n. št. Leta 98 pr. n. št. naselbina tudi uradno postane municipij, s tem pa tudi del rimske države.
V obdobju vladavine cesarja Avgusta postane Oglej glavno mesto  - »caput« - regije Venetia et Histria. Začne se obdobje velikega razcveta mesta, ki postane eno glavnih trgovskih centrov v rimskem cesarstvu. Od leta 284 do 305, za časa cesarja Dioklecijana, je v mestu sedež guvernerja regije in poveljnika vojaške flote v Severnem Jadranu. Leta 313, po razglasitvi Milanskega edikta in z njim svobode za kristjane, se škof Teodor iz Ogleja udeleži Koncila v Arlesu in v Ogleju zgradi prvo cerkveno središče. Leta 361 cesar Julijan Odpadnik oblega mesto in preusmeri tok reke Nadiže. Leta 452 mesto uničijo Huni, ki jih vodi Atila, prebivalstvo se zateče na obalo in v Gradež. Tudi sedež škofije je bil začasno preseljen v Gradež.
V letih 811 - 817 v času patriarha Maksencija poteka prva obnova oglejske bazilike. V letih 1019 - 1042, za časa patriarha Popona, postane patriarhat, ki ga vodijo prelati germanskega porekla, del Svetega rimskega cesarstva. Leta 1013 se začne ponovna obnova bazilike. Leta 1077 fevdalna oblast s strani cesarja Henrika IV. potrdi vladavino patriarha Sigearda, s tem pa tudi nastanek partriarhalne države.
Beneška republika leta 1420 okupira Furlanijo. Zaključi se posvetna oblast oglejskih patriarhov, ki jih od tedaj naprej izbirajo med beneškimi patriciji. Leta 1509 je Oglej pod avstrijsko zasedbo in postane del Goriške grofije. Del ozemlja patriarhata še dalje pripada Beneški republiki. Leta 1715 se ukine oglejski patriarhat in nastaneta škofiji v Vidmu in Gorici, del slednje je tudi sedanja oglejska župnija.

## Rimsko pristanišče - Via Sacra
Oglej je bil v rimskem obdobju eden izmed devetih najpomembnejših mest Rimskega cesarstva, kar so potrdile arheološke raziskave z najdbo razsežnih pristaniških in obrambnih objektov vzdolž starega toka rek Nadiža in Ter. 
Od velikega rečnega pristanišča, ki ga je dal razširiti cesar Klavdij (41 - 45), so ohranjeni ostanki zahodnega dela obale, s 400 metrov dolgim obrežjem v dveh nivojih ter privezi. Vidne so rampe za dostop k skladiščem, od katerih so ohranjeni temelji, tlakovani podhodi in del mestne cestne infrastrukture. Ostanki poznorimskih utrdb iz 3. in 4. stoletja kažejo na zmanjšano pristaniško dejavnost in na začetek gospodarskega nazadovanja mesta. Pristaniški akvatorij, nekoč širok 48 metrov, je v glavnem pod zemljo, v njegovi sredini pa danes stoji visok nasip, ki je nastal na odpadnem materialu po izkopavanjih v 20. in 30. letih 20. stoletja. Po nasipu poteka arheološka pot Via Sacra. Poleg teče danes Natissa, mali rečni tok, ki ga napaja poslednji izvir po preusmeritvi rek Nadiža in Ter, ki jo je dal opraviti cesar Julijan.

## Krščanstvo v Ogleju
Če gre verjeti legendi, je bil evangelist Marko misijonar v Ogleju, njegova učenca, sveti Mohor in Fortunat pa pramučenca in zavetnika krajevne cerkve, brez dvoma pa se je sporočilo prvih kristjanov za dolgo zakoreninilo v svetovljanskem rimskem mestu, ki je bilo s svojim velikim pristaniščem na široko odprto vsem filozofskim in religioznim vplivom, ki so prihajali iz sredozemskega vzhoda. Pomembna in organizirana krščanska skupnost je zabeležena že v 3. stoletju, dokazuje jo nekaj imen škofov in prvih mučencev, potrjuje pa jo tudi njen pojav takoj po razglasitvi Milanskega edikta.
Od 6. stoletja je kakih trideset škofij Severne Italije in na južni strani Alp, na germanskem in slovenskem ozemlju do reke Drave, spadalo pod jurisdikcijo oglejskega metropolita (patriarha). Dogodki, ki so privedli do zatona mesta in ukinitve partriarhata, niso načeli izrednega slovesa krščanskega Ogleja, ki je ostal nedotaknjen skozi cel srednji vek in o katerem še vedno priča čudovita Poponova bazilika.